# Mauriac-Syndrom
Das Mauriac-Syndrom  bezeichnet einen diabetischen Minderwuchs und gilt als seltene Komplikation eines Diabetes Typ I.
Synonym: Infantiler Diabetes mit Glykogenose
Die Bezeichnung bezieht sich auf den Erstautor der Erstbeschreibung aus dem Jahre 1930 durch den französischen Arzt Pierre Mauriac (1882–1963).

## Klinische Erscheinungen
Klinische Kriterien sind:
- Juveniler Diabetes mellitus, schwer einstellbar infolge starker Gegenregulationen
- Chronische Ketonurie
- ausgeprägte Hepatomegalie mit Glykogenspeicherung ohne Splenomegalie
- Minderwuchs mit verzögerter Ossifikation und Geschlechtsreife
- Stammfettsucht mit Vollmondgesicht
- Hyperlipidämie
- Osteoporose

Ursächlich kommen nicht mehr gebräuchliche Altinsulinpräparate infrage.